# Мурешан, Георге
Георге Думитру Мурешан (рум. Gheorghe Mureşan; род. 14 февраля 1971, Тритени-де-Жос, Клуж) — румынский баскетболист. Вместе с суданцем Мануте Болом, рост которого также составляет 231 сантиметр, является самым высоким баскетболистом в истории НБА. Родители Мурешана были среднего роста, а его высокий рост объясняется проблемой гипофиза.

## Биография
Родился в Румынии в жудеце Клуж. Начал играть в баскетбол за университетскую команду Клуж. В сезоне 1992/93 играл во французском чемпионате за клуб «Элан Беарне». На драфте НБА 1993 года был выбран «Балтимор Буллетс» во втором раунде под общим 30 номером. В НБА Мурешан начал играть довольно успешно, однако был подвержен частым травмам. В 1995 году он вернулся во Францию и сыграл несколько игр за «По-Ортез», после чего вернулся в НБА, где по итогам сезона был назван самым прогрессирующим игроком. В среднем за игру он набирал 9,8 очка, делал 6,4 подбора, 0,5 передачи и 1,48 блок-шота. В сезоне 1999/2000 он 31 игру провёл в составе «Нью-Джерси Нетс» после чего вернулся во Францию. Позже он переехал в США вместе со своей семьёй. Во время выступлений он обычно носил номер 77, обозначающий его рост (7 футов и 7 дюймов).
11 марта 2007 года сыграл игру за команду «Мэриленд Найтхокс» в составе самой высокой команды в истории баскетбола. В этом матче впервые в своей жизни он был не самым высоким на площадке, так как вместе с ним играл Сунь Минмин, чей рост составляет 236 см.

## Статистика

### Статистика в НБА
| Сезон                                                                                    | Команда           | Регулярный сезон | Регулярный сезон | Регулярный сезон | Регулярный сезон | Регулярный сезон | Регулярный сезон | Регулярный сезон | Регулярный сезон | Регулярный сезон | Регулярный сезон | Регулярный сезон | Серия плей-офф | Серия плей-офф | Серия плей-офф | Серия плей-офф | Серия плей-офф | Серия плей-офф | Серия плей-офф | Серия плей-офф | Серия плей-офф | Серия плей-офф | Серия плей-офф |
| Сезон                                                                                    | Команда           | GP               | GS               | MPG              | FG%              | 3P%              | FT%              | RPG              | APG              | SPG              | BPG              | PPG              | GP             | GS             | MPG            | FG%            | 3P%            | FT%            | RPG            | APG            | SPG            | BPG            | PPG            |
| ---------------------------------------------------------------------------------------- | ----------------- | ---------------- | ---------------- | ---------------- | ---------------- | ---------------- | ---------------- | ---------------- | ---------------- | ---------------- | ---------------- | ---------------- | -------------- | -------------- | -------------- | -------------- | -------------- | -------------- | -------------- | -------------- | -------------- | -------------- | -------------- |
| 1993/94                                                                                  | Вашингтон Буллетс | 54               | 2                | 12,0             | 54,5             | -                | 67,6             | 3,6              | 0,3              | 0,5              | 0,9              | 5,6              | Не участвовал  | Не участвовал  | Не участвовал  | Не участвовал  | Не участвовал  | Не участвовал  | Не участвовал  | Не участвовал  | Не участвовал  | Не участвовал  | Не участвовал  |
| 1994/95                                                                                  | Вашингтон Буллетс | 73               | 58               | 23,6             | 56,0             | -                | 70,9             | 6,7              | 0,5              | 0,7              | 1,7              | 10,0             | Не участвовал  | Не участвовал  | Не участвовал  | Не участвовал  | Не участвовал  | Не участвовал  | Не участвовал  | Не участвовал  | Не участвовал  | Не участвовал  | Не участвовал  |
| 1995/96                                                                                  | Вашингтон Буллетс | 76               | 76               | 29,5             | 58,4             | 0,0              | 61,9             | 9,6              | 0,7              | 0,7              | 2,3              | 14,5             | Не участвовал  | Не участвовал  | Не участвовал  | Не участвовал  | Не участвовал  | Не участвовал  | Не участвовал  | Не участвовал  | Не участвовал  | Не участвовал  | Не участвовал  |
| 1996/97                                                                                  | Вашингтон Буллетс | 73               | 69               | 25,3             | 60,4             | -                | 61,8             | 6,6              | 0,4              | 0,6              | 1,3              | 10,6             | 3              | 3              | 23,3           | 44,4           | -              | 87,5           | 6,0            | 0,0            | 0,0            | 1,3            | 5,0            |
| 1998/99                                                                                  | Нью-Джерси        | 1                | 0                | 1,0              | 0,0              | -                | -                | 0,0              | 0,0              | 0,0              | 0,0              | 0,0              | Не участвовал  | Не участвовал  | Не участвовал  | Не участвовал  | Не участвовал  | Не участвовал  | Не участвовал  | Не участвовал  | Не участвовал  | Не участвовал  | Не участвовал  |
| 1999/00                                                                                  | Нью-Джерси        | 30               | 2                | 8,9              | 45,6             | -                | 60,5             | 2,3              | 0,3              | 0,0              | 0,4              | 3,5              | Не участвовал  | Не участвовал  | Не участвовал  | Не участвовал  | Не участвовал  | Не участвовал  | Не участвовал  | Не участвовал  | Не участвовал  | Не участвовал  | Не участвовал  |
|                                                                                          | Всего             | 307              | 207              | 21,9             | 57,3             | 0,0              | 64,4             | 6,4              | 0,5              | 0,6              | 1,5              | 9,8              | 3              | 3              | 23,3           | 44,4           | -              | 87,5           | 6,0            | 0,0            | 0,0            | 1,3            | 5,0            |
| Наведите курсор мыши на аббревиатуры в заголовке таблицы, чтобы прочесть их расшифровку. |                   |                  |                  |                  |                  |                  |                  |                  |                  |                  |                  |                  |                |                |                |                |                |                |                |                |                |                |                |

## В кино
В 1998 году снялся в комедии «Мой гигант».